# FGR
FGR (англ. FGR proto-oncogene, Src family tyrosine kinase) – білок, який кодується однойменним геном, розташованим у людей на короткому плечі 1-ї хромосоми.  Довжина поліпептидного ланцюга білка становить 529 амінокислот, а молекулярна маса — 59 479.
| 10         |  | 20         |  | 30         |  | 40         |  | 50         |
| ---------- |  | ---------- |  | ---------- |  | ---------- |  | ---------- |
| MGCVFCKKLE |  | PVATAKEDAG |  | LEGDFRSYGA |  | ADHYGPDPTK |  | ARPASSFAHI |
| PNYSNFSSQA |  | INPGFLDSGT |  | IRGVSGIGVT |  | LFIALYDYEA |  | RTEDDLTFTK |
| GEKFHILNNT |  | EGDWWEARSL |  | SSGKTGCIPS |  | NYVAPVDSIQ |  | AEEWYFGKIG |
| RKDAERQLLS |  | PGNPQGAFLI |  | RESETTKGAY |  | SLSIRDWDQT |  | RGDHVKHYKI |
| RKLDMGGYYI |  | TTRVQFNSVQ |  | ELVQHYMEVN |  | DGLCNLLIAP |  | CTIMKPQTLG |
| LAKDAWEISR |  | SSITLERRLG |  | TGCFGDVWLG |  | TWNGSTKVAV |  | KTLKPGTMSP |
| KAFLEEAQVM |  | KLLRHDKLVQ |  | LYAVVSEEPI |  | YIVTEFMCHG |  | SLLDFLKNPE |
| GQDLRLPQLV |  | DMAAQVAEGM |  | AYMERMNYIH |  | RDLRAANILV |  | GERLACKIAD |
| FGLARLIKDD |  | EYNPCQGSKF |  | PIKWTAPEAA |  | LFGRFTIKSD |  | VWSFGILLTE |
| LITKGRIPYP |  | GMNKREVLEQ |  | VEQGYHMPCP |  | PGCPASLYEA |  | MEQTWRLDPE |
| ERPTFEYLQS |  | FLEDYFTSAE |  | PQYQPGDQT  |  |            |  |            |

A: Аланін

C: Цистеїн

D: Аспарагінова кислота

E: Глутамінова кислота

F: Фенілаланін

G: Гліцин

H: Гістидин

I: Ізолейцин

K: Лізин

L: Лейцин

M: Метіонін

N: Аспарагін

P: Пролін

Q: Глутамін

R: Аргінін

S: Серин

T: Треонін

V: Валін

W: Триптофан

Кодований геном білок за функціями належить до тирозинових протеїнкіназ родини Src-протеїнкіназ.
Задіяний у таких біологічних процесах як вроджений імунітет. 
Білок має сайт для зв'язування з АТФ. 
Локалізований у клітинній мембрані, цитоплазмі, цитоскелеті, мітохондрії, внутрішній мембрані мітохондрії, клітинних відростках.